# 萧㪺
萧㪺（?—?），字惟斗，元朝儒学家，祖先是北海人。父亲在秦中做官，于是为奉元路人。
萧㪺性情至孝，从儿童时，就翘楚不凡。刚刚长大就担任府史，与上官言语不合，立即引退，面山读书三十年。缝制一件皮衣，从半身直拖到脚下，卧时，倚靠着卧榻，诵读不停片刻，于是博览群书，天文、地理、律历、算数，无不研究。侯均说元朝有天下百年，只有萧惟斗是识字人。学者及其门受业者很多。曾经出门，遇见一妇人，把金钗遗失在在道旁，怀疑萧惟斗拾了去，对他说：“这里没有他人，只有老先生在我后面。”萧㪺令她跟着自己到门，取家里的金钗偿还。妇人后来找到遗失的金钗，愧谢把萧㪺的金钗还回了。乡人有从城中晚间回家的，遇到了贼，贼要加害他，他说“我是萧先生也”，贼于是惊愕间放走了他。
忽必烈在秦地分籓，以忙哥剌为安西王，征召萧㪺与杨恭懿、韩择侍奉王府，萧㪺以病推辞，授任陕西儒学提举，不就任。行省大臣到他家摆宴庆贺，派一个从史先去他家，萧㪺正在汲水灌园，从史来到，不知道他是为萧㪺，让他帮助饮马，萧㪺立刻答应，等到穿上冠带迎宾，从史见到萧㪺，露出害怕的脸色，萧㪺不以为意。后官至集贤直学士、国子司业，改任集贤侍读学士，都没有就任。大德十一年（1307年），拜为太子右谕德，扶病至京师，入觐东宫，手书《酒诰》进献，以朝廷当时崇尚饮酒。不久因病力请去职，人问其故，他说：“在礼，东宫太子面向东，师傅面向西，此礼现在可行吗？”担任集贤学士、国子祭酒，依然保留右谕德，病发后，坚决推辞后回家。卒年七十八岁，赐谥贞敏。
萧㪺道德操行高尚，身体力行，其教育他人，必从《小学》开始。做文章，立意精深，言近指远，以洙、泗（孔子学说）为本，濂（周敦颐）、洛（二程）、考亭（朱熹）为据，关辅的儒士，都推崇他为宗师，称为一代醇儒。所著有《三礼说》、《小学标题驳论》、《九州志》，及《勤斋文集》，流传于世。